# Диденко, Григорий Витальевич
Григо́рий Вита́льевич Диде́нко (укр. Григорій Віталійович Діденко; род. 2 января 1978) — украинский предприниматель и политический деятель, председатель Одесского областного совета с 5 декабря 2020 года.

## Биография
Родился 2 января 1978 года.
Являлся учредителем ООО «Альп» в селе Великая Добронь Ужгородского района Закарпатской области и ООО «Явор» в Донецке.
В 2016 году стал учредителем ООО «Лезендар» в Одессе, также является основателем и владельцем ООО «Овидиополь-Агро» в Овидиополе (Одесская область), основателем и владельцем ООО «Мясоопторг 2019» в селе Троицкое (Николаевская область).
На местных выборах в октябре 2020 года избран депутатом Одесского областного совета от партии «Слуга народа».
5 декабря 2020 года на первой сессии Одесского областного совета VIII созыва избран его председателем. В декабре 2022 года Президент Украины Владимир Зеленский отметил Григория Диденко орденом «За заслуги» ІІІ степени.

## Личная жизнь
Супруга — Юлия Александровна Диденко. С 2019 года — Народный депутат Украины IX созыва, член фракции «Слуга народа».
Вместе с супругой воспитывает двух дочерей.